# Razziegalan 2008
Razziegalan 2008 var den 28:e upplagan av Golden Raspberry Awards och hölls 23 februari 2008. Galan hölls i vanlig ordning dagen före Oscarsgalan, och gav pris till de sämsta insatserna under 2007.

## Vinnare och nominerade
| Sämsta film | Sämsta regissör |
| --- | --- |

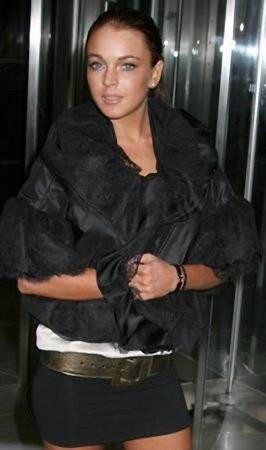
Lindsey Lohan,
Sämsta kvinnliga skådespelare &
Sämsta filmpar (Med sig själv)

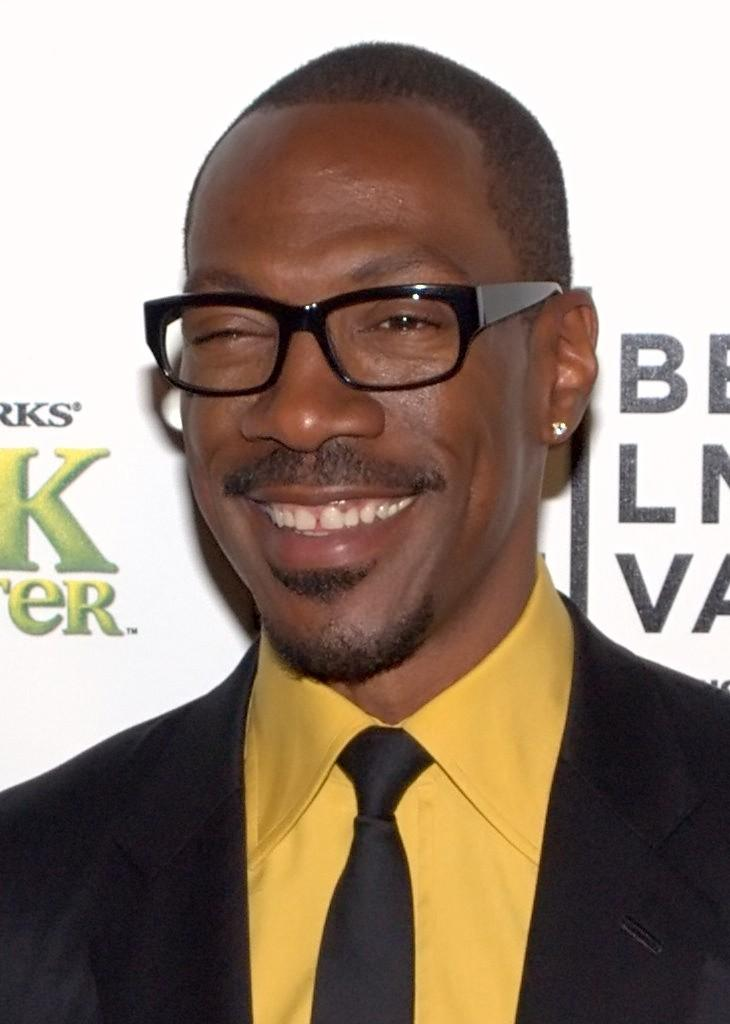
Eddie Murphy,
Sämsta manliga skådespelare,
Sämsta manliga biroll &
Sämsta kvinnliga biroll

| - I Know Who Killed Me – Sony / TriStar - Bratz: The Movie – Lionsgate - Kollopapporna – Sony / TriStar / Revolution - Härmed förklarar jag er Chuck och Larry – Universal - Norbit – Dreamworks | - Chris Sivertson – I Know Who Killed Me - Dennis Dugan – Härmed förklarar jag er Chuck och Larry - Roland Joffé – Captivity - Brian Robbins – Norbit - Fred Savage – Kollopapporna |
| Sämsta kvinnliga skådespelare | Sämsta manliga skådespelare |
| - Lindsay Lohan – I Know Who Killed Me - Jessica Alba – Awake, Fantastic Four: Rise of the Silver Surfer och Good Luck Chuck - Logan Browning, Janel Parrish, Nathalia Ramos och Skyler Shaye – Bratz: The Movie - Elisha Cuthbert – Captivity - Diane Keaton – Tre systrar & en mamma                                  | - Eddie Murphy – Norbit - Nicolas Cage – Ghost Rider, National Treasure: Hemligheternas bok och Next - Jim Carrey – The Number 23 - Cuba Gooding, Jr. – Kollopapporna och Norbit - Adam Sandler – Härmed förklarar jag er Chuck och Larry |
| Sämsta kvinnliga biroll | Sämsta manliga biroll |
| - Eddie Murphy – Norbit (Drag som Rasputa) - Jessica Biel – Härmed förklarar jag er Chuck och Larry och Next - Carmen Electra – Epic Movie - Julia Ormond – I Know Who Killed Me - Nicollette Sheridan – Code Name: The Cleaner                                                                                         | - Eddie Murphy – Norbit (som Mr. Wong) - Orlando Bloom – Pirates of the Caribbean: Vid världens ände - Kevin James – Härmed förklarar jag er Chuck och Larry - Rob Schneider – Härmed förklarar jag er Chuck och Larry - Jon Voight – Bratz: The Movie, National Treasure: Hemligheternas bok, September Dawn och Transformers |
| Sämsta manus | Sämsta filmpar |
| - I Know Who Killed Me – Jeffrey Hammond - Kollopapporna – Geoff Rodkey, J. David Stem och David N. Weiss - Epic Movie – Jason Friedberg och Aaron Seltzer - Härmed förklarar jag er Chuck och Larry – Barry Fanaro, Alexander Payne och Jim Taylor - Norbit – Eddie Murphy, Charlie Murphy, Jay Sherick och David Ronn | - Lindsay Lohan och Lindsay Lohan i I Know Who Killed Me - Jessica Alba och antingen Hayden Christensen i Awake, Dane Cook i Good Luck Chuck eller Ioan Gruffudd i Fantastic Four: Rise of the Silver Surfer - "Vilken kombination av två totalt blåsta karaktärer som helst" i Bratz: The Movie - Eddie Murphy (som Norbit) och antingen Eddie Murphy (som Mr. Wong) eller Eddie Murphy (som Rasputia) i Norbit - Adam Sandler och antingen Kevin James eller Jessica Biel i Härmed förklarar jag er Chuck och Larry |
| Sämsta nyinspelning eller rip-off | Sämsta prequel eller uppföljare |
| - I Know Who Killed Me (rip-off av Hostel, Saw och The Patty Duke Show) - Are We Done Yet? (Remake på Mr. Blandings Builds His Dream House - Bratz: The Movie ("en rip-off om det någonsin fanns en!") - Epic Movie ("en rip-off av alla filmer som den rips off") - Who's Your Caddy? (rip-off av Tom i bollen)        | - Kollopapporna - Aliens vs. Predator 2 - Evan den allsmäktige - Hannibal Rising - Hostel 2 |
| Sämsta ursäkten för en skräckfilm | |
| - I Know Who Killed Me - Aliens vs. Predator 2 - Captivity - Hannibal Rising - Hostel 2 | |

### Filmer med flera vinster
| Vinster | Film                 |
| ------- | -------------------- |
| 8       | I Know Who Killed Me |
| 3       | Norbit               |